# Julien Boedts
Julien Boedts (1 mei 1878 - 1 april 1949) was een Belgisch katholiek politicus en burgemeester van Eernegem.

## Biografie
Julien Boedts was de zoon van oud-burgemeester Justin Boedts en volgde in 1906 zijn vader op als notaris in Eernegem. Net als zijn vader was hij actief in de gemeentepolitiek en in 1921 deed hij mee aan de gemeenteraadsverkiezingen als lijsttrekker van de katholieke partij. Boedts raakte verkozen en werd burgemeester met een katholiek-liberale coalitie.
Tijdens de Tweede Wereldoorlog werd hij in 1941 door de Duitsers uit zijn functie ontheven, maar in september 1944 werd hij in zijn ambt hersteld. Omwille van een ziekte werd in 1948 zijn eerste schepen, Louis Schatteman dienstdoend burgemeester en in 1949 overleed Boedts. Zijn zoon en later kleinzoon zetten de vader-zoonopvolging als notaris voort.